# 下顎第三大臼歯

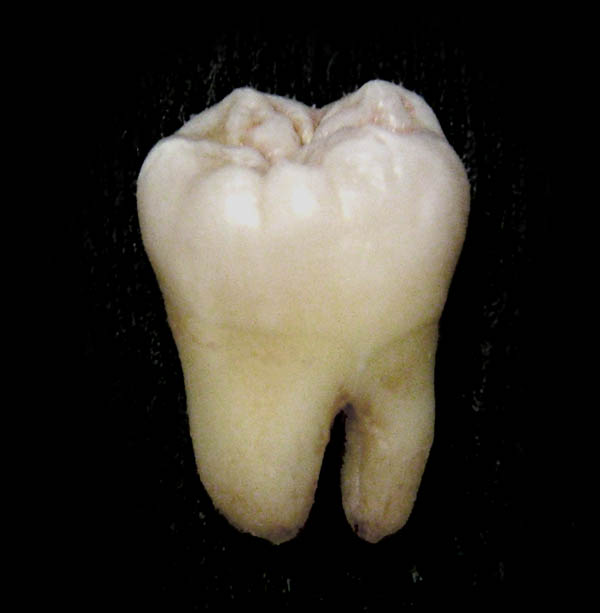

下顎第三大臼歯（かがくだいさんだいきゅうし）は下顎第二大臼歯の遠心側（奥側）に隣接する大臼歯。
近心側隣接歯：下顎第二大臼歯
対合歯：上顎第二大臼歯と上顎第三大臼歯

## 概要
ヒトの正常な歯列の中で最も奥にある歯のことを第三大臼歯をいい、下顎にあるものを下顎第三大臼歯と呼ぶ。ただし、先天的にこの歯がない人も存在する。これは、「先天欠損」として扱われ異常または病的なものではない。また、存在していても一部だけが口腔内に萌出していたり、下顎骨内で水平に存在（水平埋伏歯）するなど、正常に萌出しないケースも多い。このため、下顎第三大臼歯が原因となる疾患として、智歯周囲炎などが存在する他、第二大臼歯へも負担をかけ、保存が不可能になることもある。
智歯周囲炎の原因となる場合や、矯正治療の障害となる場合など、抜歯を行うことも多い。このときに下歯槽神経や下歯槽動脈、下歯槽静脈、舌神経、頬神経等を損傷したり、ドライソケットが発生することが一定の確率で存在する。
歯学の専門用語（歯式）では、下顎8番とも呼ばれるほか、38、48などのFDI方式も近年使われている。一般には、上顎第三大臼歯とともに親知らずと呼ばれる。 
また、通常第3大臼歯は退化傾向にあり、下顎第3大臼歯は遠心咬頭が欠如するものが多い。しかし中には遠心咬頭を持ち、下顎第1大臼歯より歯冠が大きくなる場合も存在する。